# Metal Celebration
Metal Celebration je první řadové album kapely Titanic. Album bylo nahráno ve studiu Opus Bratislava a na projektu se také podílela mnichovská firma Jas a tak album byl vydán na západoněmeckém trhu o něco dříve než v Československu. Byly zhotoveny dva odlišné obaly, pro domácí a zahraniční trh. Album vyšlo jako LP a MC, v roce 2002 bylo vydáno na CD. Dále vyšlo album v roce 2009 jako 2CD, společně se dvěma záznamy koncertů (Živě Klobouky 21.1.1989 a Rocková liga Brno 1989) a na disku jsou ještě 2 singly.

## Seznam skladeb
1. Ďábelská mumie
2. Mistr čas
3. Chaos 20. století
4. Netvor AIDS
5. Figurína
6. Démon
7. Bludný kruh
8. Železná panna
9. Simulant
10. Metalový svátek

## Obsazení
- Zdeněk Černý – kytara, zpěv
- Miroslav Horňák – kytara, zpěv
- Milan Hanák – baskytara, zpěv
- Stanislav Fric – bicí, zpěv